# FEX
I FEX sono un gruppo musicale tedesco formatosi a Kiel nel 1983.
La band è divenuta famosa nel novembre 2024 sulle community di internet dedicate ai Lost Media, poiché identificati come gli autori di Subways of Your Mind, brano registrato da una trasmissione radiofonica tedesca della NDR1 nel 1984 e caricata sul web per la prima volta il 18 marzo 2007 con l'intento di scoprirne titolo e artista, e divenuta nota, in seguito, con vari nickname tra cui "la canzone più misteriosa di Internet" o la più utilizzata Like The Wind.
La paternità del brano viene testimoniata da una musicassetta contenente tre brani: uno di questi è proprio il brano misterioso con il suo reale titolo (seppure in versione differente da quella trasmessa alla radio al tempo, inizialmente ritenuta perduta poi ritrovata nel Natale 2024); all'interno della musicassetta sono presenti anche altri due brani: Heart In Danger e Talking Hands. Un quarto brano della band, intitolato Jenny, è stato scovato all'interno della compilation Zeus-Newcomer-Show Zeus Top Hits del 1985, una raccolta di brani delle band partecipanti al Zeus Newcomer Show, tenutosi l'anno precedente, dove i FEX sono risultati vincitori.

## Storia

### Gli anni 80 (1983 - 1987)
Stando al racconto fornito dal chitarrista/cantante Ture Rückwardt durante una sessione di AMA (Ask Me Anything) concesso agli utenti su reddit, i Fex nacquero in una sala prove situata nell'area industriale di Heikendorf dalle ceneri dei Modulators che ne comprendeva quasi tutti i membri, ossia Ture Rückwardt (voce e chitarra), Michael Hädrich (chitarra, tastiere e voce) e Ilona Rückwardt (voce), moglie di Ture. Completarono la prima formazione il bassista Jörg Lemcke e il batterista Hans-Reimer Sievers. Nel 1984 Jörg Lemcke viene sostituito da Norbert Ziermann, anche lui proveniente dai Modulators e Ilona Rückwardt lascia la band per maternità, lasciando al marito il compito di voce principale.
Sul significato deI nome della band, "Fex" deriva da una parola gergale del Sud della Germania, simile a "zelante" o "nerd", per indicare qualcuno appassionatamente entusiasta di qualcosa. 
I Fex iniziarono a guadagnare visibilità fuori da Kiel partecipando al concorso musicale Newcomer Show, organizzato nel 1984 dalla personalità radiofonica e televisiva Manfred Sexauer e sponsorizzato dalla società di broker assicurativo di Amburgo, la Zeus. La competizione, tenutasi a livello nazionale, portò i Fex a esibirsi presso la sala concerti Glocke a Brema, dove riuscirono a battere altre sette band. Tra i premi vi era la possibilità di includere un brano nella compilation Zeus-Newcomer-Show Zeus Top Hits, per la quale fu scelta "Jenny", pubblicata nell'aprile del 1985.
Verso la fine del 1984, i Fex entrarono nei nuovi studi Hawkeye a Ganderkesee per registrare un demo di sei tracce. Un articolo di giornale dedicato a questa iniziativa menzionava anche i loro piani per pubblicare un vinile in primavera e un tour nel Nord e Centro della Germania nel marzo 1985. Sebbene l'uscita del vinile non si concretizzò, la band si esibì in vari locali tedeschi tra marzo e maggio, culminando con un'apparizione come gruppo di apertura al Bruchhausen-Festival a Bruchhausen-Vilsen il 26 maggio che ebbe come headliner il cantante britannico Eric Burdon.
Poco dopo il tour, Michael Hädrich decise di trasferirsi a Monaco di Baviera e di lasciare la band. Da quel momento I Fex continuarono con una formazione variabile, di cui al momento si conoscono il tastierista Dirk Reichardt come sostituto di Hädrich e Ilona Rückwardt, tornata al suo ruolo originario di vocalist nel 1985 poco dopo la partenza di Hädrich.
La band si scioglierà nel 1987.

### Reunion (2024-presente)
Il 7 novembre 2024, tre dei quattro membri della band, fatta eccezione del batterista Hans Sievers, si riuniscono in occasione di un'intervista per la radio NDR1 (la stessa dove fu registrato il brano nel 1984). In questa occasione i tre eseguono una performance acustica del loro brano, la prima dopo quasi 40 anni.
Stando a quanto dichiarato dal tastierista Michael Hädrich, la band starebbe prendendo in considerazione l'idea di una reunion tra il 2024 e il 2025. Non fu chiaro se alla reunion avrebbe partecipato anche il batterista Hans Sievers, poiché la band ha dichiarato di aver perso i contatti con lui da anni, mentre gli altri 3, nonostante lo scioglimento della band, sono sempre rimasti in buoni rapporti e musicalmente attivi. 
Tuttavia, l'8 novembre, il giorno successivo dell'esibizione della band su NDR1, Sievers viene rintracciato e intervistato dall'emittente in merito alla sua ex band e al ritrovamento della canzone misteriosa; verrà poi fatto mettere in contatto con i membri della band, essendosi detto interessato a partecipare alla reunion. Durante un question time su reddit, Michael Hädrich ha infatti confermato il suo coinvolgimento nell'imminente rientro in studio della band, che dovrebbe prevedere una riregistrazione di Subways of Your Mind.
Il 14 novembre 2024 la band apre ufficialmente il suo canale YouTube e la propria pagina Facebook, mentre la settimana successiva, il 21 novembre, in concomitanza con l'apertura della pagina Instagram, la band annuncia per il giorno successivo la pubblicazione di un nuovo brano intitolato Goldrush, facente parte della b-side della cassetta demo.
Il 9 dicembre 2024 l'etichetta discografica tedesca The Outer Edge annuncia per Gennaio 2025 la pubblicazione del primo 45 giri della band comprendente la versione della cassetta di Subways Of Your Mind con Heart In Danger come B-side, preordinabile dalla pagina Bandcamp della stessa etichetta disponibile in versione digitale, vinile nero standard, vinile giallo in edizione limitata (800 copie) e la versione test pressing autografata dalla band in soli 77 esemplari.  
Il 13 dicembre 2024 una fonte anonima pubblica su Vocaroo e su YouTube un altro brano inedito intitolato We Don't Want It No More proveniente dalla registrazione di un concerto al Roxy a Paderborn il 25 maggio 1985. L'autenticità del brano è stata confermata dal tastierista Michael Hädrich, dichiarando di essere lui la voce che introduce il brano nella registrazione.
Il 20 dicembre 2024 Subways Of Your Mind viene ufficialmente pubblicata in versione digitale su Spotify (inspiegabilmente assente e disponibile solo su Bandcamp la b-side Heart in Danger), mentre 6 giorni dopo, il 26 dicembre, viene pubblicata anche la versione live restaurata al Roxy di Paderborn.
Il 13 gennaio 2025 la band annuncia di aver ritrovato, nel giorno di Natale 2024, all'interno di una cassetta la versione in studio di Subways Of Your Mind registrata nel 1984 da Darius S. (poi postata nel 2007 dalla sorella Lydia) che ha dato origine al mistero con contestuale pubblicazione sulle principali piattaforme di streaming per il giorno successivo. Nel pomeriggio stesso il brano viene trasmesso dalla radio NDR1 preceduta da una intervista telefonica con Michael Hädrich, autore del ritrovamento della cassetta.
Il 6 febbraio 2025 il batterista Hans-Reimer Sievers annuncia la sua uscita dalla band per motivi personali. Figurerà comunque nella registrazione della nuova versione di Subways Of Your Mind e di un altro brano cui non è stato ancora svelato il titolo.

#### L'album di debutto: Skyscraper
Il 16 maggio un post congiunto su Instagram della band e della casa discografica The Outer Edge annunciano in uscita l'8 luglio l'uscita del primo vero album in studio della band che si intitolerà Skyscraper costituito da 10 brani registrati nel loro periodo di attività negli anni 80 (compresi quelli già pubblicati su vinile, Jenny e Goldrush e la versione di Subways of Your Mind trasmessa sulla NDR estrapolata dalla cassetta BASF 4 di Darius nuovamente rimasterizzati) con contestuale presente dell'artwork realizzato da Darius e l'apertura dei preordini sulla pagina bandcamp, e pubblicazione del primo singolo omonimo estratto dall'album. L'album sarà in digitale, CD e vinile standard nero o di colorazione gialla; per le edizioni in vinile sono disponibili anche in bundle con un poster A1 dell'artwork dell'album, un EP bonus contenente altri 4 brani intitolato More Waves From The Past e la tanto richiesta e attesa riproduzione della musicassetta originale del 1983 contenente le versioni non rimasterizzate dei 6 brani originariamente contenuti al suo interno.

## Formazione
- Ture Rückwardt - voce e chitarra (1983-1987; 2024-presente)
- Michael Hädrich - chitarra, tastiere e voce (1983-1985; 2024-presente)
- Norbert Ziermann - basso (1984-1987; 2024-presente)

## Ex componenti
- Dirk Reichardt - tastiere (1985-1987)
- Ilona Rückwardt - voce (1983-1984; 1985-1987)
- Jörg Lemcke – basso (1983–1984)
- Hans-Reimer Sievers - batteria (1983-1987; 2024-2025)
- Volker Schenk – basso (?-?)
- Kalle Eckert – tastiere (?-?)

## Discografia
- c. 1983/1984 - FEX (Autoprodotto, The Outer Edge - ristampa del 2025) (MC):
  - Lato A:
    1. "Subways of Your Mind"
    2. "Heart In Danger"
    3. "Talking Hands"

  - Lato B:
    1. "Jenny"
    2. "I Got My Eyes On You"
    3. "Goldrush"

- 1985 - Jenny (Zeus-Newcomer-Show Zeus Top Hits) (Compilation)
- 2024/2025 - Subways of Your Mind/Heart In Danger (The Outer Edge, EDGE-028) (7") [5]
- 2024 - Subways of Your Mind (Versione live registrata il 25 maggio 1985 al Roxy di Paderborn) [6]
- 2025 - Subways of Your Mind (Versione "originale" registrata da Darius S. nel settembre 1984 dalla NDR)[6]
- 2025 - Subways of Your Mind/Talking Hands (The Outer Edge, EDGE-028) (7")
- 2025 - Skyscraper (The Outer Edge, EDGE-028) (LP)
- 2025 - More Waves From The Past (The Outer Edge, EDGE-028) (10" EP) (EP in edizione limitata contenente altri 4 brani, disponibile solo abbinato ai bundle)

## Altre canzoni
- We Don't Want It No More (c.1985?) (Versione live pubblicata il 13 dicembre 2024)
- Right & Wrong (Registrata durante il periodo di attività negli anni 80, non ancora pubblicata)
- Skyscraper (Pubblicata il 16 maggio 2025 contestualmente all'annuncio dell'uscita del primo album della band)
- It's Good to Know
- Hard Ride
- Second Hand Love
- Persecution Mania
- Influence
- Talk About
- Killing Joke
- Dead End
- Promise
- Epcot
- Strange Feeling